# Hymn Madagaskaru
Ry Tanindrazanay malala ô („O nasz ukochany kraju rodzinny”) – hymn państwowy Madagaskaru. Został on przyjęty w 1958 roku. Słowa napisał Pasteur Rahajason, a muzykę skomponował Norbert Raharisoa.

## Oficjalne słowa malgaskie
Ry Tanindrazanay malala ô
Ry Madagasikara soa.
Ny fitiavanay anao tsy miala,
Fa ho anao ho anao doria tokoa.
Tahionao ry Zanahary
'Ty Nosindrazanay ity
Hiadana sy ho finaritra
He sambatra tokoa izahay.
Ry Tanindrazanay malala ô
Irinay mba hanompoan'anao
Ny tena sy fo fanahy anananay 'zay sarobidy
Sy mendrika tokoa.
Tahionao ry Zanahary
'Ty Nosindrazanay ity
Hiadana sy ho finaritra
He sambatra tokoa izahay.
Ry Tanindrazanay malala ô
Irinay mba hitahian' anao,
Ka Ilay Nahary 'zao ton tolo izao no
Fototra ijoroan, ny satanao.
Tahionao ry Zanahary
'Ty Nosindrazanay ity
Hiadana sy ho finaritra
He sambatra tokoa izahay.

## Oficjalne słowa francuskie
O notre chère Patrie,
Cher Madagascar,
Notre amour pour toi ne changera pas
Mais sera pour toi à jamais
Veille, o Seigneur,
Sur cette Ile de nos Ancêtres,
Pour être dans la paix et la joie:
Nous serons vraiment heureux.
O notre chère Patrie,
Nous voulons te servir;
Notre corps, cœur et esprit
Trésor vraiment précieux et admirable.
Veille, o Seigneur,
Sur cette Ile de nos Ancêtres,
Pour être dans la paix et la joie:
Nous serons vraiment heureux.
O notre chère Patrie,
Nous voulons que tu sois protégée:
Que le Créateur du monde
Soit la source de ta destinée.
Veille, o Seigneur,
Sur cette Ile de nos Ancêtres,
Pour être dans la paix et la joie:
Nous serons vraiment heureux.

## Tłumaczenie (według słów malgaskich)
Nasza ukochana Ojczyzno,
Najdroższy Madagaskarze,
Nasza miłość do Ciebie nigdy nie gaśnie,
Lecz płonie wciąż dla Ciebie samej.
Ochraniaj, Stwórco,
Ten nasz wspólny dom,
Niech zazna pokoju i radości,
Byśmy byli w pełni szczęśliwi.
Nasza ukochana Ojczyzno,
Chcemy Tobie służyć,
Poświęcając nasze serca i dusze,
Bo jesteś tego warta.
Ochraniaj, Stwórco,
Ten nasz wspólny dom,
Niech zazna pokoju i radości,
Byśmy byli w pełni szczęśliwi.
Nasza ukochana Ojczyzno,
Modlimy się, by Ci błogosławił
Stwórca całego wszechświata,
Będący Fundamentem Twojego istnienia.
Ochraniaj, Stwórco,
Ten nasz wspólny dom,
Niech zazna pokoju i radości,
Byśmy byli w pełni szczęśliwi.